# 54 Octantis
54 Octantis (B Octantis) é uma estrela na direção da Octans. Possui uma ascensão reta de 22h 45m 30.22s e uma declinação de −88° 49′ 05.9″. Sua magnitude aparente é igual a 6.57. Considerando sua distância de 326 anos-luz em relação à Terra, sua magnitude absoluta é igual a 1.50. Pertence à classe espectral F0IV-V.